# Haliclona microxifera
Haliclona microxifera är en svampdjursart som först beskrevs av Topsent 1925.  Haliclona microxifera ingår i släktet Haliclona och familjen Chalinidae. Inga underarter finns listade i Catalogue of Life.